# 南新町 (鹿児島市)
南新町（みなみしんまち）は、鹿児島県鹿児島市の町。郵便番号は890-0085。人口は1,347人、世帯数は678世帯（2020年4月1日現在）。南新町の全域で住居表示を実施している。

## 地理
鹿児島市南部、新川の下流域の台地上に位置している。町域の北方から東方にかけては南郡元町、南方には日之出町、西方には紫原がそれぞれ接している。紫原の鹿児島市街地側入り口に位置する住宅街である。付近には紫原団地と国道225号を結ぶ紫原陸橋が所在している。
また、町域の東端の南郡元町との境界上に指宿枕崎線南鹿児島駅が所在する。

### 河川
- 彦四郎川

### 町名の由来
南新町という町名の由来について、「角川日本地名大辞典」には、「切り立った崖の上の丘陵地帯であったが、都市化の波に洗われて開発され、新興住宅地となったことによる」と記載されている

## 歴史
1970年（昭和45年）7月1日に、鴨池町、郡元町、宇宿町、田上町の各一部の区域にあたる紫原地区で住居表示が実施されるのに伴い町の区域の再編が行われた。これに伴い郡元町の一部より分割され新たに「南新町」が設置された。また同時に南新町の全域で住居表示が実施された。

### 町域の変遷
| 実施後         | 実施年             | 実施前         |
| -------------- | ------------------ | -------------- |
| 南新町（新設） | 1970年（昭和45年） | 郡元町（一部） |

## 人口
以下の表は国勢調査による小地域集計が開始された1995年以降の人口の推移である。
| 年                 | 人口  |
| ------------------ | ----- |
| 1995年（平成7年）  | 1,800 |
| 2000年（平成12年） | 1,725 |
| 2005年（平成17年） | 1,722 |
| 2010年（平成22年） | 1,522 |
| 2015年（平成27年） | 1,427 |

## 施設

### 公共
- 南新町公民館
- 南新町公園

## 小・中学校の学区
市立小・中学校に通う場合、学区（校区）は以下の通りとなる。
| 町丁   | 番・番地 | 小学校               | 中学校               |
| ------ | -------- | -------------------- | -------------------- |
| 南新町 | 全域     | 鹿児島市立紫原小学校 | 鹿児島市立紫原中学校 |